# ستيريون ذيال
ستيريون ذيال (الاسم العلمي:Satyrium longicauda) هو نوع من النباتات يتبع جنس الستيريون من الفصيلة السحلبية.